# Mütterrente
Der Begriff Mütterrente ist ein politisches Schlagwort aus dem Bundestagswahlkampf 2013. Er steht für die Einführung der rentenrechtlichen Anerkennung eines zusätzlichen Jahres als Kindererziehungszeit bei Müttern oder Vätern vor 1992 geborener Kinder. Damit soll der Unterschied zu Eltern ab 1992 geborener Kinder verkleinert werden.
Das Thema „Mütterrente“ war ein zentrales Wahlkampfthema der CDU/CSU und wurde in den Koalitionsvertrag von CDU/CSU und SPD aufgenommen. Die gesetzliche Umsetzung wurde am 23. Mai 2014 vom Deutschen Bundestag als Teil des sogenannten „Rentenpakets“ beschlossen und ist am 1. Juli 2014 in Kraft getreten. Sie gilt auch für Eltern, die bereits eine Rente beziehen.
Die Anerkennung von Kindererziehungszeiten auf die gesetzliche Rente allgemein ist im § 56 Sechstes Buch Sozialgesetzbuch geregelt, für vor dem 1. Januar 1992 geborene Kinder in § 249 Sechstes Buch Sozialgesetzbuch, für am 30. Juni 2014 bestehende Renten gilt § 307d SGB VI.

## Entstehungsgeschichte
- Ungleichbehandlung:

Die Initiative für eine höhere „Mütterrente“ basierte auf der bis Juni 2014 geltenden Regelung in der gesetzlichen Rentenversicherung Deutschlands, wonach die Kindererziehungszeit für ab 1. Januar 1992 geborene Kinder drei Jahre beträgt, für vor dem 1. Januar 1992 geborene Kinder jedoch nur ein Jahr.
- Verfassungskonformität:

Ein zentrales Argument für die Einführung der „Mütterrente“ ist, die durch die Stichtagsregelung gegebene Ungleichbehandlung zu beseitigen bzw. abzumildern. Die mit der Stichtagsregelung verbundene Schlechterstellung wurde jedoch schon 1996 vom Bundesverfassungsgericht für verfassungskonform angesehen.
- Wahlkampfthema 2013:

Im Wahlkampf zur Bundestagswahl 2013 warben CDU und CSU mit der (ursprünglich von der CSU eingebrachten) Initiative zur „Mütterrente“. Zusammen mit ihrem neuen Koalitionspartner SPD wurde diese im Koalitionsvertrag beschlossen. So heißt es dort unter anderem: „Die Erziehung von Kindern ist Grundvoraussetzung für den Generationenvertrag der Rentenversicherung. Während Kindererziehungszeiten ab 1992 rentenrechtlich umfassend anerkannt sind, ist dies für frühere Jahrgänge nicht in diesem Umfang erfolgt. Diese Gerechtigkeitslücke werden wir schließen.“ Andererseits wurde im Wahlkampf darauf hingewiesen, dass diese Maßnahme den Bundeshaushalt wegen der Beitragsleistung aus Steuermitteln belasten würde.
- Gesetzesbeschluss/Wirksamkeit:

Die Anrechnung eines zusätzlichen Erziehungsjahres für die Erziehung von Kindern, die vor 1992 geboren wurden, wurde am 23. Mai 2014 vom Deutschen Bundestag beschlossen, der Bundesrat stimmte dem gesamten Rentenpaket der Großen Koalition (mit der Mütterrente als Teilaspekt) am 13. Juni 2014 zu. Das Gesetz trat am 1. Juli 2014 in Kraft.

## Bisherige und neue Regelung

### Regelung bis 30. Juni 2014
Nach der bis zum 30. Juni 2014 geltenden Rechtslage konnte für vor dem 1. Januar 1992 geborene Kinder 1 Jahr Kindererziehungszeit angerechnet werden. Das konnte zu einer um 28,14 Euro im Westen bzw. einer um 25,74 Euro im Osten höheren monatlichen Rente (Stand 30. Juni 2014) führen. Diese Werte entsprechen einem zusätzlichen persönlichen Entgeltpunkt.
Für die Erziehung nach 1991 geborener Kinder konnten dagegen bis zu drei Erziehungsjahre anerkannt werden – was drei persönliche Entgeltpunkte bringen kann, mithin eine Rentensteigerung von 84,42 Euro im Monat im Westen und 77,22 Euro im Osten.

### Regelung ab 1. Juli 2014
Um diese Ungleichverteilung abzumildern und die Lebensleistung von Erziehenden mit vor 1992 geborenen Kindern zu würdigen, können Müttern oder Vätern für ihre vor 1992 geborenen Kinder ab dem 1. Juli 2014 pro Kind 2 Jahre Kindererziehungszeiten – statt bisher 1 Jahr – angerechnet werden. Das bedeutet: Für jedes vor 1992 geborene Kind können Mütter oder Väter monatlich im Westen weitere 28,61 Euro und im Osten weitere 26,39 Euro mehr Rente für ihre Erziehungsleistung bekommen (Wert eines Entgeltpunktes ab 1. Juli 2014). Die Anrechnung für ab 1992 geborene Kinder (mit drei Entgeltpunkten) bleibt unverändert.
Bei Rentnern, die schon vor der Neuregelung zum Stichtag 30. Juni 2014 Anspruch auf die Rente hatten, wird die Rente aus Vereinfachungsgründen nicht neu berechnet. Vielmehr zahlt die Rentenversicherung nach § 307d SGB VI für die zusätzliche Kindererziehungszeit einen Zuschlag zur monatlichen Rente im Wert eines persönlichen Entgeltpunktes. Dieser Zuschlag wird dem Elternteil als ganzes gezahlt, bei dessen Rente eine Kindererziehungszeit für den zwölften Kalendermonat nach Ablauf des Monats der Geburt angerechnet wurde. Der Zuschlag muss nicht extra beantragt werden.
Bei Eltern, die noch keine Rente beziehen, wurde für die Erziehungszeiten vor 1992 geborener Kinder oft bereits eine verbindliche Entscheidung getroffen, welchem Elternteil die Kindererziehungszeit für die ersten 12 Monate zuzuordnen ist. Danach richtet sich auch die Zuordnung der neuen zusätzlichen Kindererziehungszeiten.
Haben die Eltern früher eine gemeinsame Erklärung bezüglich der Zuordnung abgegeben, die den 12. Monat der Kindererziehungszeit oder die damaligen Berücksichtigungszeiten ab dem 13. Monat betrafen, kann diese Erklärung nicht widerrufen werden. Sie bestimmt daher die Zuordnung auch der neuen Zeiten. Die erstmalige Abgabe einer gemeinsamen Erklärung bezüglich der Kindererziehungszeiten für vor 1992 geborene Kinder ist nicht mehr möglich.
Wurde noch nicht verbindlich über die Kindererziehungszeiten entschieden, richtet sich die Anerkennung der zusätzlichen Kindererziehungszeiten und ihre Zuordnung zu einem Elternteil nach den unveränderten allgemeinen Regeln. Für die zusätzlichen Kindererziehungszeiten gelten keine Besonderheiten. Mütter und Väter können die Feststellung der Kindererziehungszeiten bei der Rentenversicherung beantragen.
Eine aus der neuen Mütterrentenregelung resultierende höhere Rente wird bei Personen, die Grundsicherung erhalten, – wie bei jeder Erhöhung der Rente – auf den jeweiligen Aufstockungsbetrag angerechnet.

### Regelung ab 1. Januar 2019
Ab 1. Januar 2019 werden für jedes vor 1992 geborene Kind zweieinhalb Jahre Kindererziehungszeiten angerechnet.

### Regelung ab 1. Januar 2027
Ab 1. Januar 2027 wird Mütterrente auch für jedes vor 1992 geborene Kind in Höhe von drei Jahren Kindererziehungszeit gewährt.

## Finanzierung
Die Bundesregierung finanzierte die Rentenreform zunächst aus der Rentenversicherung. Seit 2018 werden zusätzlich (zum derzeitigen Bundesanteil für Kindererziehungszeiten) Steuermittel für die Rentenreform verwendet werden. Nach Berechnungen des Deutschen Instituts für Wirtschaftsforschung wird die Mütterrente zu 40 % von Rentnern (Verzicht auf Rentenerhöhungen) zu 48 % von DRV-Beitragszahlern (Arbeitgeber und Arbeitnehmer) und zu 12 % durch Erhöhung des steuerfinanzierten Bundeszuschusses finanziert.
Die deutsche Rentenversicherung spricht sich für die vollständige Finanzierung der Mütterrente durch Bundesmittel aus, da es sich um eine gesamtgesellschaftliche Aufgabe handele und es keinen Grund gäbe, „weshalb die Beitragszahler auch Mütterrenten für diejenigen finanzieren sollen, die nie selbst in die Rentenversicherung eingezahlt haben (z. B. Selbständige, Ärzte, Anwälte, Apotheker, Architekten)“, aber trotzdem Ansprüche haben.
Gemäß Sozialbeirat gehören „Renten aus den Erziehungszeiten der vor dem 1. Januar 1992 geborenen Kinder […] der Finanzierungsverantwortung des Bundes zugeordnet.“ Er plädiert dafür, dass „die geplante Ausweitung der Anerkennung von Kindererziehungszeiten durch Bereitstellung der dafür zusätzlich erforderlichen Mittel aus dem Bundeshaushalt finanziert wird. Dies ist auch deshalb geboten, um die finanzielle Nachhaltigkeit der gesetzlichen Rentenversicherung nicht zu gefährden.“
Die Finanzplanung des BMAS sah für 2021 noch immer vor, dass die Mütterrente aus Rentenversicherungsbeiträgen statt aus Steuern gezahlt wird, obwohl sie als gesamtgesellschaftliche Aufgabe gilt. Dies wird vielfach kritisiert. Damit ist die Mütterrente den versicherungsfremden Leistungen zuzuordnen.

## Stimmen der Parteien zum Bundestagsbeschluss
Der Deutsche Bundestag stimmte am 23. Mai 2014 in abschließender Lesung (bei 460 Zustimmungen, 64 Ablehnungen, 60 Enthaltungen) dem Rentenpaket der Bundesregierung zu. Einer der Schwerpunkte in diesem Paket ist „eine bessere Anerkennung von Kindererziehungszeiten (Mütterrente) für vor 1992 geborene Kinder“. Dazu Stimmen aus den Parteien (Ausschnitte):
- Andrea Nahles (SPD): Das Rentenpaket ist ein Signal, dass auch diejenigen vom Wohlstand profitieren, die ihn geschaffen haben.
- Karl Schiewerling (Unionsfraktion): Das Paket bietet mehr Gerechtigkeit für Millionen von Müttern. Ohne die Erziehungsleistung von Millionen Frauen wäre der Wohlstand von heute nicht denkbar.
- Matthias W. Birkwald (Die Linke): Der Antrag 18/765 von Die Linke, alle Kindererziehungszeiten komplett gleichzustellen, wurde im Bundestag abgelehnt. Zum Gesamtpaket: „Vieles bleibt schlecht.“
- Markus Kurth (Bündnis 90/Die Grünen): Eine nachhaltige Finanzierung der Reform ist in keiner Weise gegeben. Wir werden uns an die Entscheidung von heute noch erinnern, wenn 2018 die Rücklagen der Rentenversicherung aufgebraucht sind.

## Öffentliche Reaktion
Die Mütterrente wird unter anderem vom Sachverständigenrat zur Begutachtung der gesamtwirtschaftlichen Entwicklung, dem Zentralverband des Deutschen Handwerks, dem BDA oder dem Verband der Familienunternehmen als wirtschaftlich schädlich sowie nicht generationengerecht abgelehnt, da sie die Rentenkassen überfordere.
Mehrere Organisationen, wie etwa die Deutsche Rentenversicherung, die Caritas, der Sozialbeirat oder der Deutsche Gewerkschaftsbund, lehnen nicht die Mütterrente als solche, sondern nur deren Finanzierung aus dem Rentensystem ab: Sie führe zu Beitragserhöhungen bzw. zur Nichtumsetzung möglicher Beitragssenkungen. Sie fordern, die gesamtgesellschaftliche Aufgabe „Anrechnung von Kindern in der Rente“ müsse auch gesamtgesellschaftlich getragen, also aus dem Steueraufkommen finanziert werden und dürfe nicht aus Rentenbeiträgen geleistet werden.
Laut einer Umfrage des Instituts für Demoskopie Allensbach vom Februar 2014 mit über 1.500 Interviews befürworten 59 % der Bevölkerung die Mütterrente; nach einer anderen – hier im Auftrag des Bundesministeriums für Arbeit und Soziales – liegt die Zustimmung sogar bei 79 %.